# Roland MT-32
Der Roland MT-32 ist ein MIDI-Synthesizer-Modul, das erstmals 1987 vom Unternehmen Roland verkauft wurde.

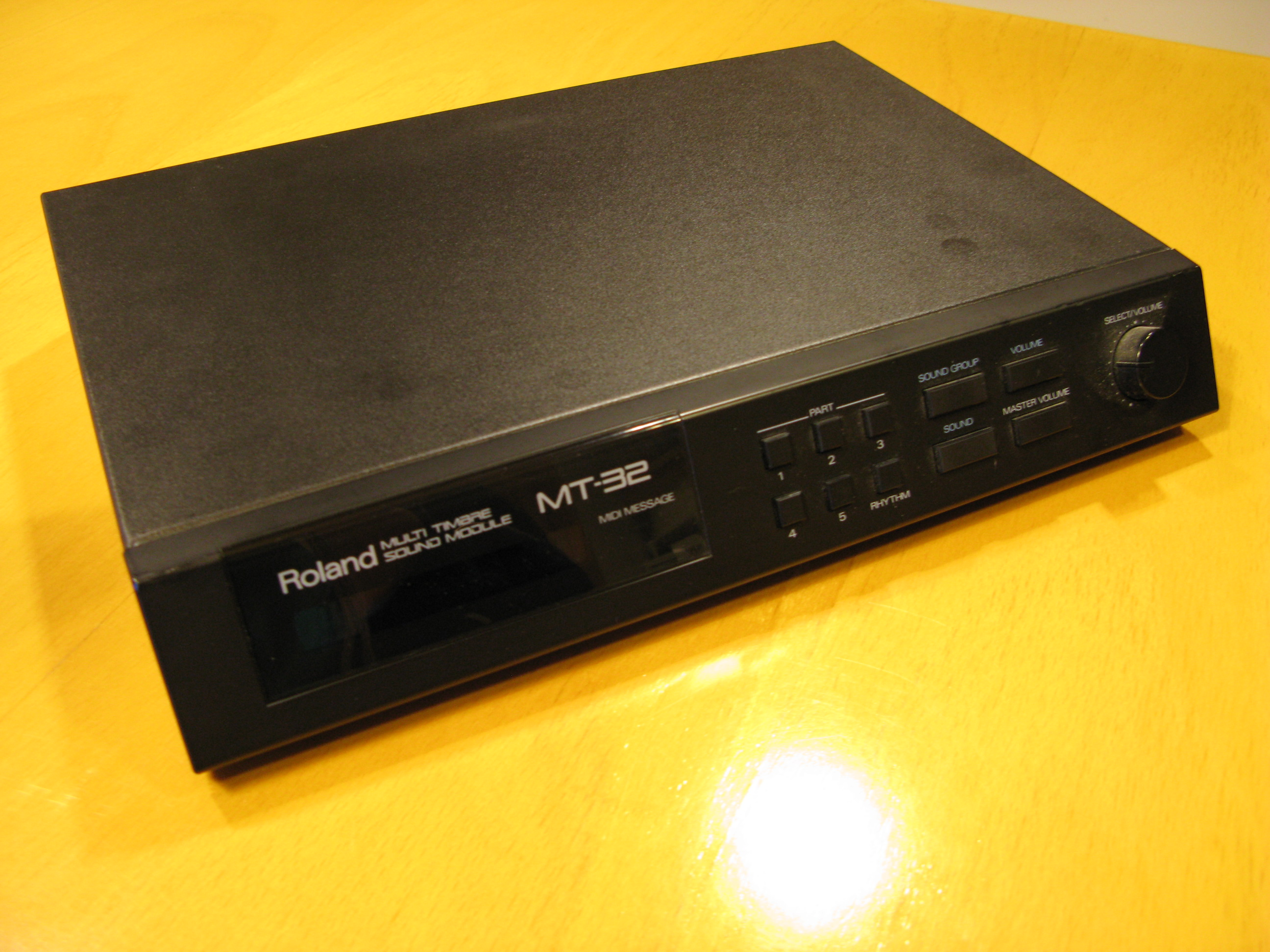
Roland MT-32

## Leistungsmerkmale
Wie schon beim Roland D-50 wird beim MT-32 (Multi-Timbre) die Linear-Arithmetische Synthese, eine Form der sample-basierten Synthese kombiniert mit subtraktiver Synthese, zur Klangerzeugung verwendet. Samples werden für Schlagzeug und für die Attack-Phase verwendet, während die Sustain-Phase auf traditionellem Wege erzeugt wird.
Der MT-32 enthält eine Bibliothek aus 128 Synthesizer- und 30 Rhythmusklängen, welche auf acht melodischen und einem Rhythmuskanal gespielt werden können. Weiterhin verfügt er über einen digitalen Nachhalleffekt. Nachfolgemodelle (siehe unten) erweitern die Klangbibliothek um 33 Soundeffekte. Da kein Klavier-Attacksample zur Verfügung steht, kann der MT-32 keinen überzeugenden Klavierklang erzeugen.
Als vollwertiger Synthesizer ist der MT-32, im Gegensatz zu einfachen Wavetable-Geräten, sehr programmierbar. Ein Klang besteht aus vier Partials, welche auf verschiedene Weise kombiniert werden können (unter anderem durch Ringmodulation). Es stehen insgesamt 32 Partials zur Verfügung, wobei die Polyphonie von der tonalen Komplexität der Musik abhängt, so dass zwischen 8 und 32 Noten gleichzeitig erklingen können.
Der MT-32 spielt standardmäßig nicht auf dem sonst beliebten MIDI-Kanal 1 (und folglich tun dies genauso wenig MIDI-Dateien, die für den MT-32 geschrieben wurden), kann aber dahingehend umprogrammiert werden, zum Beispiel um einen gewissen Grad an General-MIDI-Kompatibilität zu erreichen.

## Modelle
Die MT-32-Technologie lässt sich in drei Generationen einteilen:

### Erste Generation

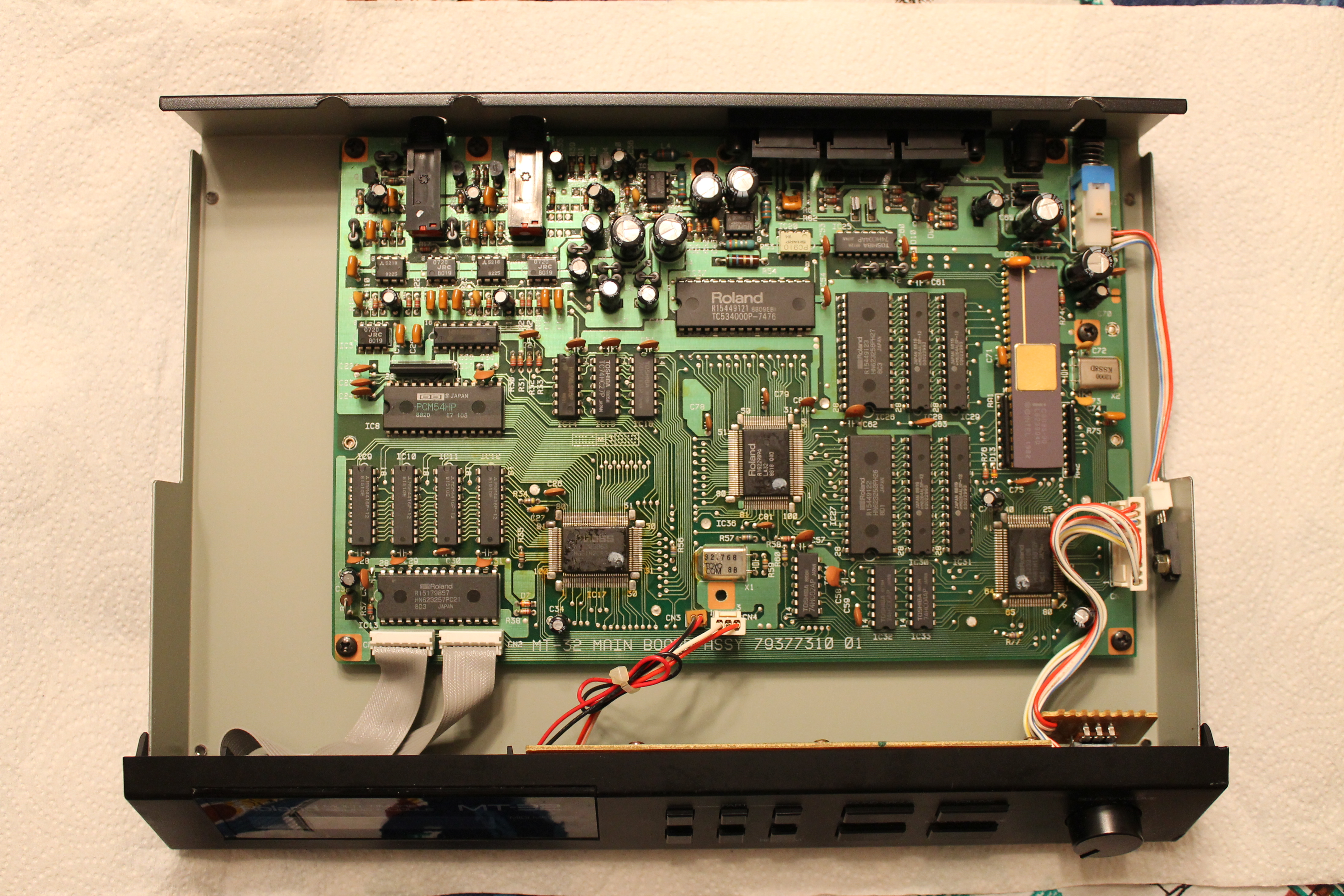
MT-32 Innenaufbau

Die erste Generation hat keine Kopfhörerbuchse. LA32-Klangerzeugungschip ist ein 80-beiniges Pin Grid Array. Kontroll-CPU ist ein Intel 8095. Digital-Analog-Umsetzer ist ein Burr-Brown PCM54 ohne optionales Einstellpotentiometer; sein Eingangssignal hat eine Auflösung von 15 Bit (siehe unten).
- MT-32 mit Platinenrevision 0, verwendet in Geräten bis zur Seriennummer 851399.

Der PGA-LA32-Chip wird später durch einen flachen 100-beinigen Typ ersetzt.
- MT-32 mit „alter“ Platinenrevision 1, verwendet in Geräten mit Seriennummer 851400 bis 950499.
- Roland MT-100: Eine Kombination des MT-32 mit dem Hardwaresequenzer Roland PR-100.

### Zweite Generation
Eine Kopfhörerbuchse wird hinzugefügt. Kontroll-CPU ist ein Intel 8098. Gleicher Digital-Analog-Umsetzer, allerdings hat das Eingangssignal eine Auflösung von 16 Bit (siehe unten).
- MT-32 mit „neuer“ Platinenrevision 1, verwendet in Geräten ab Seriennummer 950500.

Danach besitzen alle kompatiblen Module 33 zusätzliche Soundeffekt-Samples.
- Roland CM-32L: Klangmodul zur Verwendung mit einem Computer ("CM-" steht für „Computer Music“); besitzt lediglich einen Lautstärkeregler, einen MIDI-Nachrichts- sowie eine Stromanzeigelampe als äußere Bedienelemente. Veröffentlicht 1989.
- Roland CM-64: Eine Kombination des CM-32L mit dem sample-basierten Roland CM-32P, der „Computer Music“-Version des Roland U-110. Der CM-32P-Teil spielt auf den vom CM-32L-Teil unbenutzten MIDI-Kanälen.
- Roland LAPC-I: XT-Bus-Erweiterungskarte für IBM PCs und kompatible. Enthält die MPU-401-Schnittstelle.
- Roland RA-50: Begleitautomat mit integriertem MT-32 Klangerzeuger (ROM-Baustein des CM-32L).

### Dritte Generation
Der Digital-Analog-Umsetzer ist nun ein Burr-Brown PCM55, welcher fabrikeingestellt ist (siehe unten). Das Vibrato ist merklich stärker als bei früheren Modellen.
- Roland CM-32LN: Klangmodul für die Notebook-Computer der NEC-PC-98-Serie; enthält einen speziellen Anschluss für den direkten Betrieb an der 110-adrigen Erweiterungsbuchse des Computers. Nur in Japan veröffentlicht.
- Roland CM-500: Eine Kombination des CM-32LN mit dem Roland-GS-kompatiblen Roland CM-300, der „Computer Music“-Version des Roland SC-55. Veröffentlicht um 1992.
- Roland LAPC-N: C-Bus-Erweiterungskarte für die Computer der NEC-PC-88- und NEC-PC-98-Serien. Nur in Japan veröffentlicht.

## Probleme mit Tonqualität und Kompatibilität

### Clipping
Der MT-32 sowie alle kompatiblen Module benutzen einen parallelen 16-Bit Digital-Analog-Umsetzer bei einer Abtastrate von 32 kHz. Um den Rauschabstand zu verbessern, ohne in höherwertige Bauteile zu investieren, wird die Amplitude des digitalen Eingangssignals verdoppelt:
- in Modulen der ersten Generation durch Weglassen von Bit 16 (des höchstwertigen Bits) und Linksverschiebung der übrigen Bits nach links, wodurch sich die effektive Auflösung auf 15 Bit reduziert;
- in späteren Modulen dadurch, dass der LA32-Klangerzeugungschip selbst digitale Wellenformen von höherer Amplitude erzeugt.

In beiden Fällen erzeugt dies ein lautes Verzerrungsgeräusch, sobald Klänge mit sehr hoher Lautstärke gespielt werden.

### Differentieller Linearitätsfehler
Der in Modulen der ersten und zweiten Generation verwendete Digital-Analog-Umsetzer, ein Burr-Brown PCM54, benötigt ein externes Einstellpotentiometer (obwohl angeblich fabrikjustiert), um den Differentiellen Linearitätsfehler zu korrigieren.
Aus Kostengründen verbaute Roland keinen solchen Schaltkreis; aus diesem Grund haben leise Töne einen leicht metallischen Klang. Diese Verzerrung ist wesentlich stärker auf dem MT-32 der ersten Generation ausgeprägt, möglicherweise weil Bit 0 aufgrund der Bitverschiebung (siehe oben) nicht angeschlossen ist; allerdings ist der Effekt in geringerem Maße auch auf Modellen der zweiten Generation zu hören.
In Modulen der dritten Generation verwendete Roland stattdessen den fabrikjustierten Burr-Brown PCM55, der fast keinen hörbaren Linearitätsfehler aufweist.

### Pufferüberläufe
Geräte der ersten Generation mit Firmware-Versionen unter 2.00 benötigen eine Verzögerung von 40 Millisekunden zwischen zwei System-Exklusivnachrichten. Einige Computerspiele, welche für kompatible oder spätere Kontroll-ROM-Versionen programmiert wurden, funktionieren mit solch frühen Geräten nicht und erzeugen falsche Klänge bzw. führen zum Absturz der Firmware.

## Musik für PC-Spiele
Der MT-32 wurde ausgiebig in PC-Spielen der späten 1980er und frühen 1990er Jahre als hochwertige Alternative zu AdLib- und SoundBlaster-Karten zur Erzeugung von Musik und Soundeffekten benutzt. Sierra On-Line war die erste Firma, die ihn in ihrem 1988er Spiel King’s Quest IV unterstützte; sie verkauften auch das Modul.
Mit der steigenden Beliebtheit des General-MIDI-Standards und dessen Referenzumsetzung in den Roland-Sound-Canvas-Modulen schwand ab 1993 die Unterstützung für den MT-32 zugunsten des General MIDI-Standards, der von vielen Wavetable-basierten Soundkarten benutzt wurde. Statt eigene, speziell für den MT-32 optimierte Klänge und Musikdaten zu verwenden, programmierten spätere Spiele einfach die Klangbibliothek des MT-32 so um, dass diese grob der General MIDI Level 1-Spezifikation entsprach, sofern der MT-32 überhaupt noch unterstützt wurde.

## Emulation
Wegen der Beliebtheit des MT-32 zur Musikwiedergabe von PC-Spielen bieten viele moderne Soundkarten einen einfachen „MT-32-Emulationsmodus“, üblicherweise realisiert entweder durch einen SoundFont bestehend aus General MIDI Instrumenten, welche gemäß der standardmäßigen MT-32-Klangreihenfolge angeordnet sind, oder durch Aufzeichnungen des Original-MT-32-Klangs. Das Ergebnis wird oft als schlecht empfunden, da die Sampling-Technologie nicht die Tonhöhe- und zeitveränderlichen Charakteristika der ursprünglichen Synthesizer-Technologie nachbilden kann; das Programmieren von eigenen Klängen (siehe oben) wird außerdem überhaupt nicht unterstützt.
In jüngerer Zeit versucht man, die LA-Technologie softwaremäßig unter Verwendung der originalen PCM- und Kontroll-ROMs zu emulieren. Bedeutend ist das Open-Source-Projekt Munt, welches die MT-32-Hardware mittels eines WDM-Treibers für Windows XP zu emulieren versucht; weiterhin ist es Teil von ScummVM. Munt basiert auf dem früheren MT-32 Emulation Project, welches der Anlass war für eine kurzzeitige rechtliche Streitigkeit mit Roland, dem Hersteller des MT-32, über die Verbreitungsrechte der Original-ROMs.